# Olympische Sommerspiele 1948/Kanu
Bei den XIV. Olympischen Sommerspielen 1948 in London wurden insgesamt neun Kanuwettbewerbe ausgetragen, davon acht für Männer und einer für Frauen. Austragungsort war der Henley Royal Regatta Course auf der Themse nahe der Insel Temple Island bei Henley-on-Thames.

## Bilanz

### Medaillenspiegel
| Platz | Land               | Gold | Silber | Bronze | Gesamt |
| ----- | ------------------ | ---- | ------ | ------ | ------ |
| 1     | Schweden           | 4    | –      | –      | 4      |
| 2     | Tschechoslowakei   | 3    | 1      | –      | 4      |
| 3     | Dänemark           | 1    | 2      | –      | 3      |
| 3     | Vereinigte Staaten | 1    | 2      | –      | 3      |
| 5     | Finnland           | –    | 1      | 2      | 3      |
| 6     | Kanada             | –    | 1      | 1      | 2      |
| 6     | Norwegen           | –    | 1      | 1      | 2      |
| 8     | Niederlande        | –    | 1      | –      | 1      |
| 9     | Frankreich         | –    | –      | 4      | 4      |
| 10    | Österreich         | –    | –      | 1      | 1      |

### Medaillengewinner
| Konkurrenz               | Gold                                            | Silber                                          | Bronze                                     |
| ------------------------ | ----------------------------------------------- | ----------------------------------------------- | ------------------------------------------ |
| Einer-Kajak 1000 m       | Gert Fredriksson                                | Frederik Andersen                               | Henri Eberhardt                            |
| Einer-Kajak 10.000 m     | Gert Fredriksson                                | Kurt Wires                                      | Eivind Skabo                               |
| Zweier-Kajak 1000 m      | Schweden Hans Berglund Lennart Klingström       | Dänemark Ejvind Hansen Bernhard Jensen          | Finnland Ture Axelsson Nils Björklöf       |
| Zweier-Kajak 10.000 m    | Schweden Gunnar Åkerlund Hans Wetterström       | Norwegen Ivar Mathisen Knut Østby               | Finnland Ture Axelsson Nils Björklöf       |
| Einer-Canadier 1000 m    | Josef Holeček                                   | Douglas Bennett                                 | Robert Boutigny                            |
| Einer-Canadier 10.000 m  | František Čapek                                 | Frank Havens                                    | Norman Lane                                |
| Zweier-Canadier 1000 m   | Tschechoslowakei Jan Brzák-Felix Bohumil Kudrna | Vereinigte Staaten Steve Lysak Steve Macknowski | Frankreich Georges Dransart Georges Gandil |
| Zweier-Canadier 10.000 m | Vereinigte Staaten Steve Lysak Steve Macknowski | Tschechoslowakei Václav Havel Jiří Pecka        | Frankreich Georges Dransart Georges Gandil |

| Konkurrenz        | Gold       | Silber                     | Bronze          |
| ----------------- | ---------- | -------------------------- | --------------- |
| Einer-Kajak 500 m | Karen Hoff | Lida van der Anker-Doedens | Fritzi Schwingl |

## Ergebnisse

### Männer

#### Einer-Kajak1000 m
| Platz | Land | Sportler                | Zeit (min) |
| ----- | ---- | ----------------------- | ---------- |
| 1     | SWE  | Gert Fredriksson        | 4:33,2     |
| 2     | DEN  | Frederik Andersen       | 4:39,9     |
| 3     | FRA  | Henri Eberhardt         | 4:41,4     |
| 4     | NOR  | Hans Martin Gulbrandsen | 4:41,7     |
| 5     | NED  | Wim van der Kroft       | 4:43,5     |
| 6     | FIN  | Harry Åkerfelt          | 4:44,2     |
| 7     | TCH  | Lubomír Vambera         | 4:44,3     |
| 8     | AUT  | Walter Piemann          | 4:50,3     |

Datum: 12. August 1948

#### Einer-Kajak 10.000 m
| Platz | Land | Sportler         | Zeit (min) |
| ----- | ---- | ---------------- | ---------- |
| 1     | SWE  | Gert Fredriksson | 50:47,7    |
| 2     | FIN  | Kurt Wires       | 51:18,2    |
| 3     | NOR  | Eivind Skabo     | 51:35,4    |
| 4     | DEN  | Knud Ditlevsen   | 51:54,2    |
| 5     | FRA  | Henri Eberhardt  | 52:09,0    |
| 6     | NED  | Jochem Bobeldijk | 52:13,2    |
| 7     | POL  | Czesław Sobieraj | 52:51,0    |
| 8     | BEL  | Alfred Corbiaux  | 53:23,5    |

Datum: 11. August 1948

#### Zweier-Kajak1000 m
| Platz | Land | Sportler                         | Zeit (min) |
| ----- | ---- | -------------------------------- | ---------- |
| 1     | SWE  | Hans Berglund Lennart Klingström | 4:07,3     |
| 2     | DEN  | Ejvind Hansen Bernhard Jensen    | 4:07,5     |
| 3     | FIN  | Ture Axelsson Nils Björklöf      | 4:08,7     |
| 4     | NOR  | Ivar Mathisen Knut Østby         | 4:09,1     |
| 5     | TCH  | Ota Kroutil Miloš Pech           | 4:09,8     |
| 6     | NED  | Cees Gravesteyn Wim Pool         | 4:15,8     |
| 7     | CAN  | Gerald Covey Henry Harper        | 4:56,8     |
| 8     | HUN  | Kálmán Blahó János Urányi        | DSQ        |

Datum: 12. August 1948

#### Zweier-Kajak 10.000 m
| Platz | Land | Sportler                          | Zeit (min) |
| ----- | ---- | --------------------------------- | ---------- |
| 1     | SWE  | Gunnar Åkerlund Hans Wetterström  | 46:09,4    |
| 2     | NOR  | Ivar Mathisen Knut Østby          | 46:44,8    |
| 3     | FIN  | Ture Axelsson Nils Björklöf       | 46:48,2    |
| 4     | DEN  | Alfred Christensen Finn Rasmussen | 47:17,5    |
| 5     | HUN  | Gyula Andrási János Urányi        | 47:33,1    |
| 6     | NED  | Cornelius Koch Henrdrik Stroo     | 47:35,6    |
| 7     | TCH  | Ludvík Klíma Karel Lomecký        | 48:14,9    |
| 8     | BEL  | Hilaire Deprez Jozef Massy        | 48:23,1    |

Datum: 11. August 1948

#### Einer-Canadier1000 m
| Platz | Land | Sportler          | Zeit (min) |
| ----- | ---- | ----------------- | ---------- |
| 1     | TCH  | Josef Holeček     | 5:42,0     |
| 2     | CAN  | Douglas Bennett   | 5:53,3     |
| 3     | FRA  | Robert Boutigny   | 5:55,9     |
| 4     | SWE  | Ingemar Andersson | 6:06,0     |
| 5     | USA  | William Havens    | 6:14,3     |
| 6     | GBR  | Harold Maidment   | 6:37,0     |

Datum: 12. August 1948

#### Einer-Canadier 10.000 m
| Platz | Land | Sportler          | Zeit (h)  |
| ----- | ---- | ----------------- | --------- |
| 1     | TCH  | František Čapek   | 1:02:05,2 |
| 2     | USA  | Frank Havens      | 1:02:40,4 |
| 3     | CAN  | Norman Lane       | 1:04:35,3 |
| 4     | FRA  | Raymond Argentin  | 1:06:44,2 |
| 5     | SWE  | Ingemar Andersson | 1:07:27,1 |

Datum: 11. August 1948

#### Zweier-Canadier1000 m
| Platz | Land | Sportler                           | Zeit (min) |
| ----- | ---- | ---------------------------------- | ---------- |
| 1     | TCH  | Jan Brzák-Felix Bohumil Kudrna     | 5:07,1     |
| 2     | USA  | Steve Lysak Steve Macknowski       | 5:08,2     |
| 3     | FRA  | Georges Dransart Georges Gandil    | 5:15,2     |
| 4     | CAN  | Douglas Bennett Harry Poulton      | 5:20,7     |
| 5     | AUT  | Karl Molnar Viktor Salmhofer       | 5:37,3     |
| 6     | SWE  | Gunnar Johansson Werner Wettersten | 5:44,9     |
| 7     | GBR  | Mike Symons Hugh Van Zwanenberg    | 5:50,9     |
| 8     | BEL  | Hubert Coomans Jean Dubois         | DNF        |

Datum: 12. August 1948

#### Zweier-Canadier 10.000 m
| Platz | Land | Sportler                           | Zeit        |
| ----- | ---- | ---------------------------------- | ----------- |
| 1     | USA  | Steve Lysak Steve Macknowski       | 55:55,4 min |
| 2     | TCH  | Václav Havel Jiří Pecka            | 57:38,5 min |
| 3     | FRA  | Georges Dransart Georges Gandil    | 58:00,6 min |
| 4     | AUT  | Karl Molnar Viktor Salmhofer       | 58:59,3 min |
| 5     | CAN  | Bert Oldershaw William Stevenson   | 59:48,4 min |
| 6     | SWE  | Gunnar Johansson Werner Wettersten | 1:03:34,4 h |

Datum: 11. August 1948

### Frauen

#### Einer-Kajak500 m
| Platz | Land | Sportlerin                 | Zeit (min) |
| ----- | ---- | -------------------------- | ---------- |
| 1     | DEN  | Karen Hoff                 | 2:31,9     |
| 2     | NED  | Lida van der Anker-Doedens | 2:32,8     |
| 3     | AUT  | Fritzi Schwingl            | 2:32,9     |
| 4     | HUN  | Klára Fried-Bánfalvi       | 2:33,8     |
| 5     | TCH  | Růžena Košťálová           | 2:38,2     |
| 6     | FIN  | Sylvi Saimo                | 2:38,4     |
| 7     | BEL  | Anna Van Marcke            | 2:43,4     |
| 8     | FRA  | Catherine Vautrin          | 2:44,4     |